# Анкотович Олег Петрович
Олег Петрович Анкотович (нар. 11 серпня 2004) — український футболіст, захисник санмаринського «Фольгоре».

## Життєпис
З 2016 по 2017 рік виступав у юнацькому чемпіонаті Львівської області за «Опір».
На початку вересня 2022 року підписав контракт з «Фольгоре». У чемпіонаті Сан-Марино дебютував за команду 17 вересня 2022 року в програному (0:4) виїзному поєдинку 3-го туру проти «Пеннаросси». Олег вийшов на поле на 71-й хвилині, замінивши Марко Бернарді.